# 小行星3324
小行星3324（3324 Avsyuk）是一颗绕太阳运转的小行星，为主小行星带小行星。该小行星于1983年2月4日发现。

## 轨道参数
小行星3324的轨道半长轴为2.6988292 UA，离心率为0.026。